# Hylomyrma dentiloba
Hylomyrma dentiloba är en myrart som först beskrevs av Santschi 1931.  Hylomyrma dentiloba ingår i släktet Hylomyrma och familjen myror. Inga underarter finns listade i Catalogue of Life.

## Bildgalleri

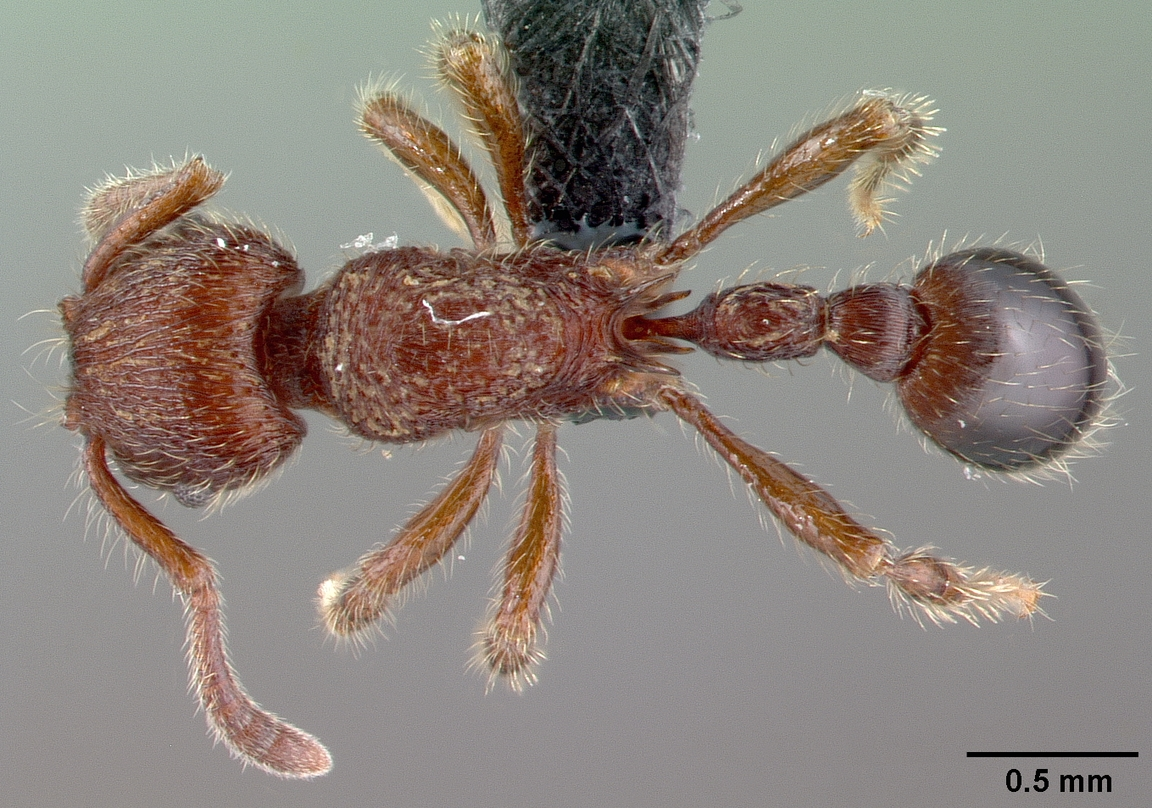
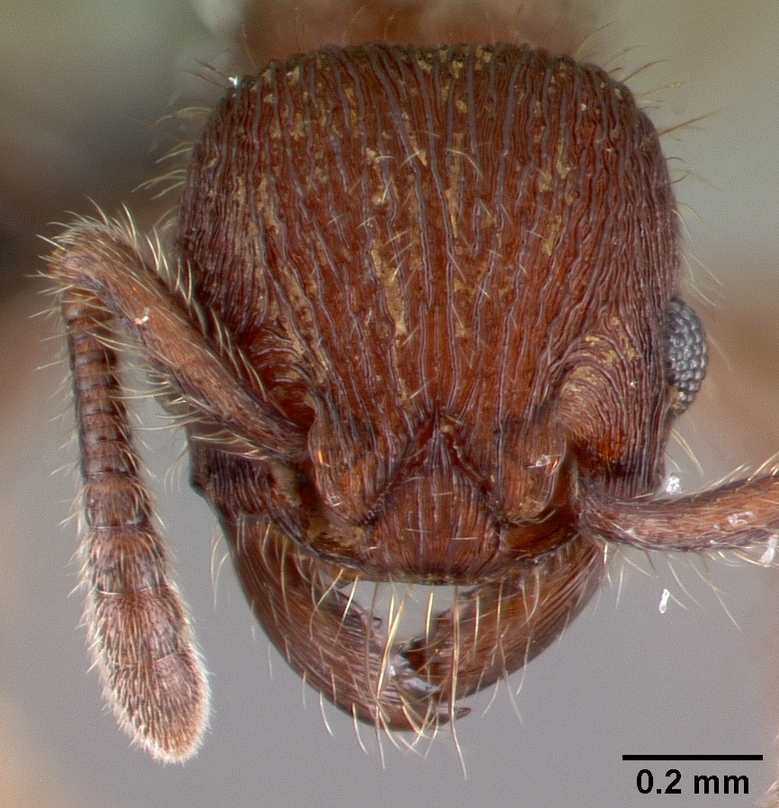
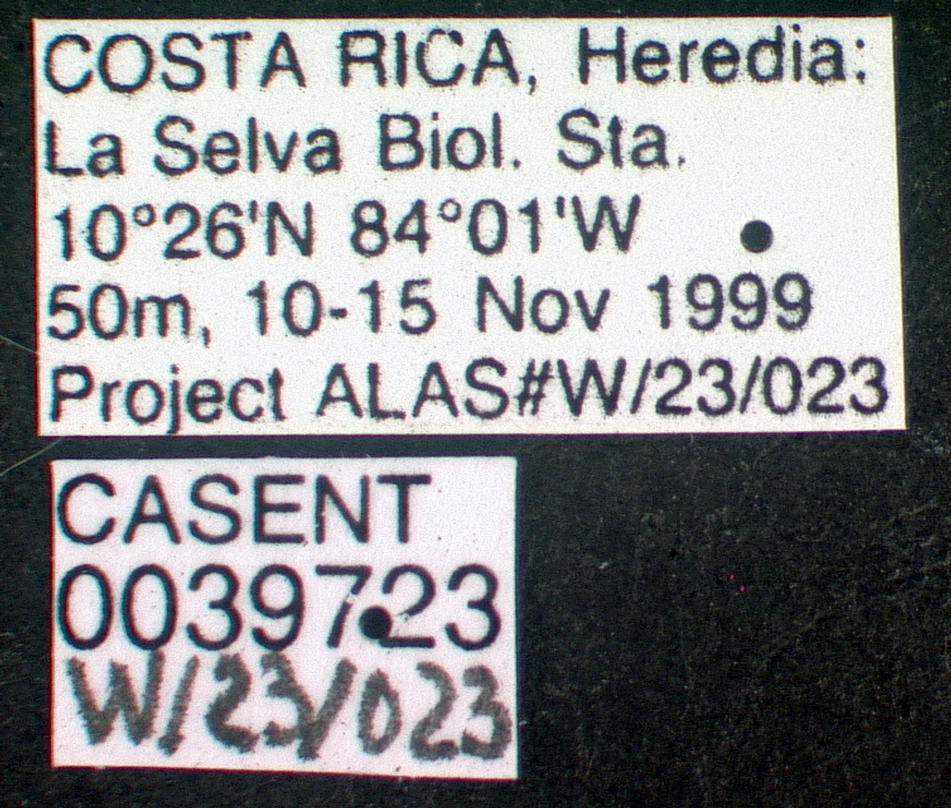
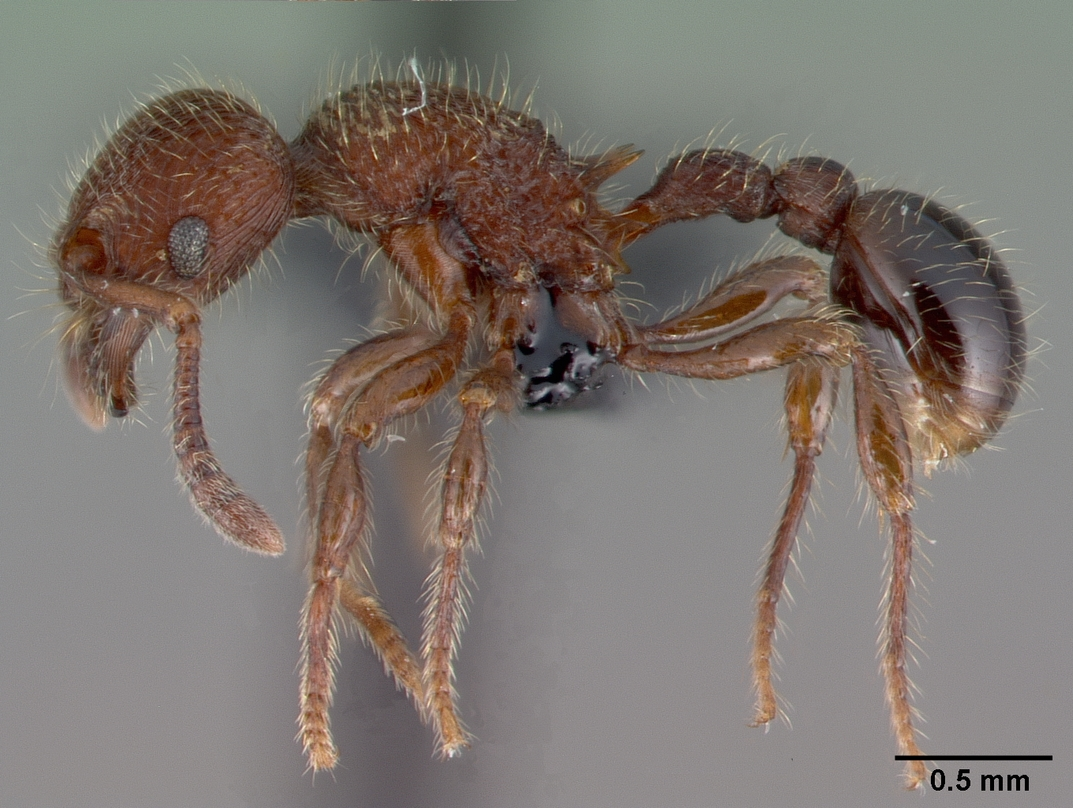